# 日本茶販売アドバイザー
日本茶販売アドバイザー（にほんちゃはんばいアドバイザー）とは、全日本茶商クラブが認定する日本茶の販売に関する資格である。資格を得ることができるのは、全日本茶商クラブの趣旨に賛同する茶業関係者および従業員で、正業としての茶業従事経験5年以上のもの。
顧客起点で「茶商」に求められるスキルを今一度、精査し、あらためて、研鑽の機会を設けることにより、お客様により良い販売サービスを提供できる人材を育成し、茶業と社業の発展に繋げる事を目的としている。
1 - 2年に一度開催される講習会に参加することで資格が与えられる。有資格者名は全日本茶商クラブにて記録保管される。また、認定証、認定プレート、バッジが授与される。